# Guimbal Cabri G2
Die Cabri G2 ist ein einmotoriger, zweisitziger Hubschrauber des französischen Herstellers Hélicoptères Guimbal mit Kolbenmotorantrieb.

## Geschichte
Die Idee sowie die Entwicklung des Hubschraubers wurde als privates Projekt von dem damals bei Aérospatiale beschäftigten Ingenieur Bruno Guimbal in den 1980er Jahren initiiert. Ab Anfang der 1990er Jahre wurde die Entwicklung und Erprobung des Projektes von Aérospatiale (später Eurocopter) offiziell unterstützt.
Guimbal erklärt den Namen Cabri als ein Akronym gebildet aus Comfort in Autorotation Belongs to Rotor Inertia. Der Prototyp der Cabri G2 hatte seinen Erstflug im April 1992. Als sich Eurocopter gegen die Zertifizierung und Serienproduktion des Musters entschied, einigte sich Guimbal mit dem Konzern und gründete im Jahr 2000 seine eigene Firma, Hélicoptères Guimbal SA. Von nun an arbeitete Guimbal an der Zertifizierung des Cabri und erhielt am 14. Dezember 2007 die Zulassung durch die europäische Zulassungsbehörde EASA nach CS-27 sowie am 3. Februar 2015 die Zulassung durch die FAA.
Die Cabri ist als Konkurrenzprodukt zur Robinson R22 gedacht. Als Preis werden EUR 275.000 angegeben. Die motorflug baden-baden gmbh, eine Tochtergesellschaft von Eurocopter, erhielt ihren ersten Hubschrauber (D-HETA), mit der Seriennummer 1007, am 24. November 2009. Die Maschine dient dort dem Pilotentraining. Die Cabri G2 hält auch einige Weltrekorde in verschiedenen Kategorien in ihrer Klasse.

### Orka-1200

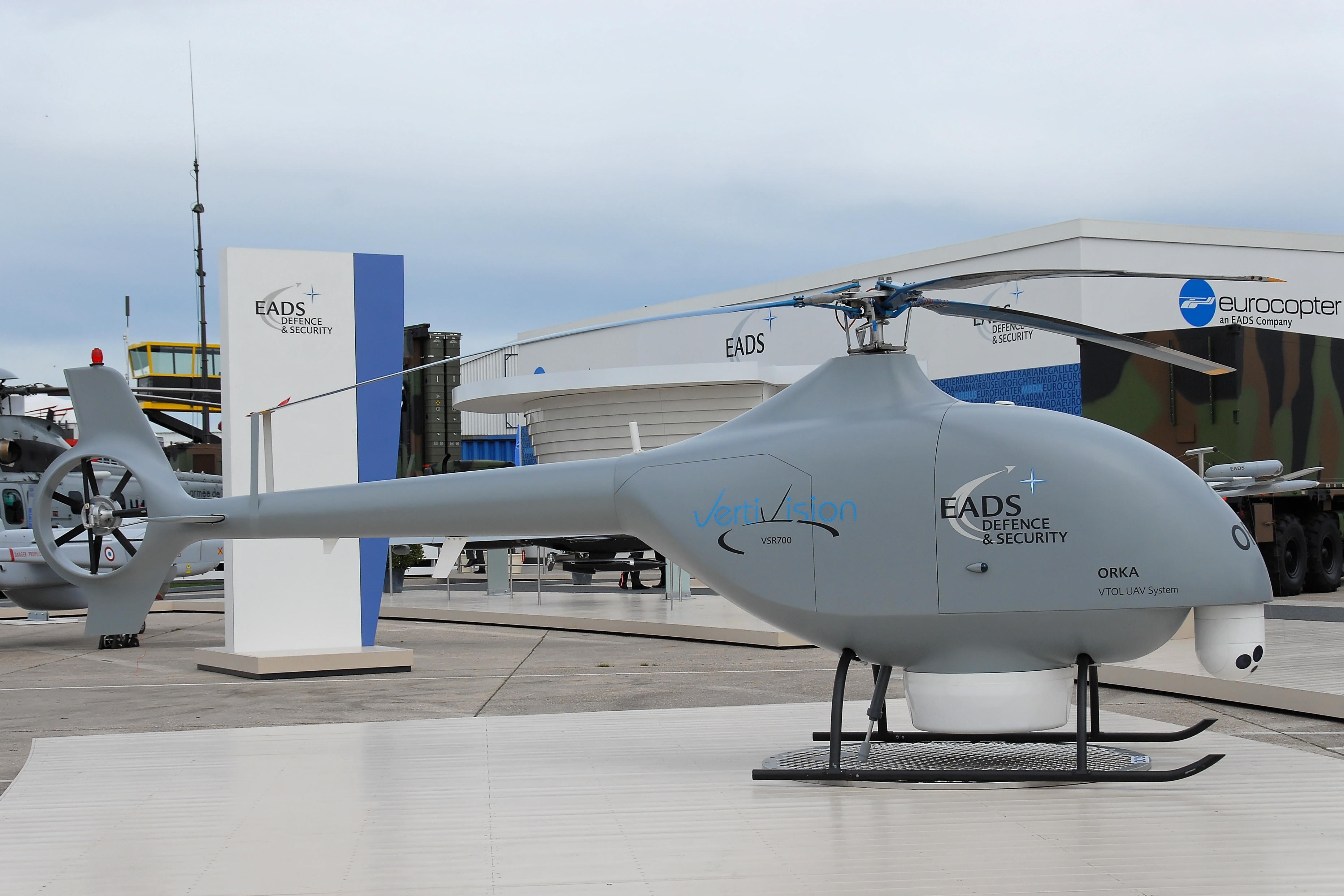
Orka-1200 auf der Pariser Luftfahrtschau 2007

Auf der Cabri G2 basiert auch das UAV Orka-1200, welches von Hélicoptères Guimbal gemeinsam mit EADS Defence and Communications Systems entwickelt wurde.

### Heli Trainer

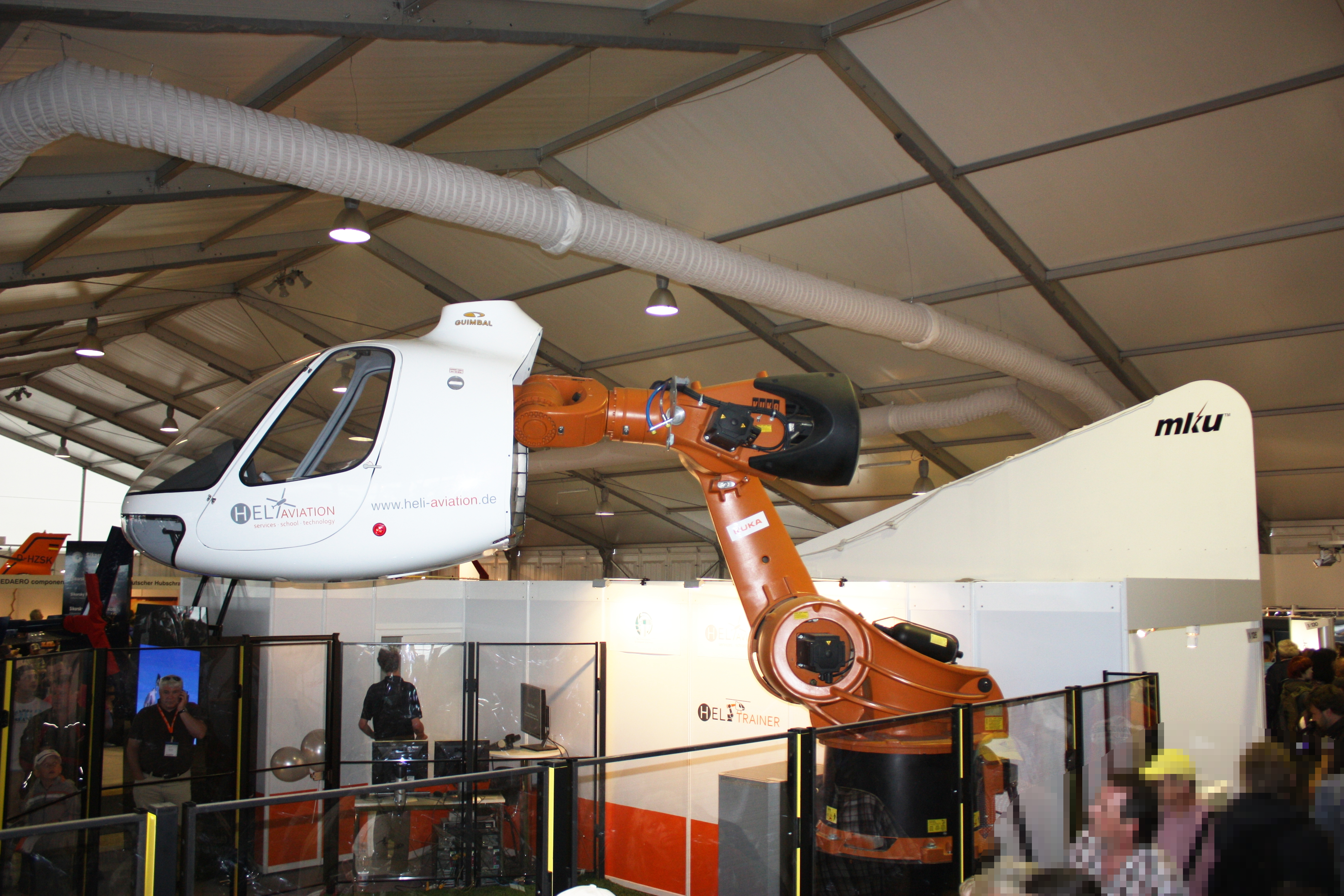
Der Heli Trainer auf der ILA 2010

Gemeinsam mit dem Max-Planck-Institut für biologische Kybernetik und einem in Augsburg ansässigen Hubschrauberbetreiber, wurde ein Flugsimulator mit dem Rumpf der G2 entwickelt. Der Rumpf wurde auf einem Schwerlast-Roboter KR 500 TÜV des Augsburger Unternehmens KUKA Roboter montiert und ist in der Lage alle Bewegungen eines Hubschraubers zu simulieren. Der Heli Trainer wurde auf der Internationalen Luft- und Raumfahrtausstellung Berlin 2010 der Öffentlichkeit vorgestellt.

## Technik
Der konventionell aufgebaute Hubschrauber wird aus Verbundwerkstoffen gebaut, wobei der Rumpf von Composites Aquitaine (Sogerma) gefertigt wird. Er hat ein Leergewicht von weniger als 500 kg und ist mit einem Dreiblatt-Hauptrotor mit Blättern aus kohlenstofffaserverstärktem Kunststoff mit Bleikern, Schlag- und Schwenkgelenken mit Elastomerlagern und -dämpfern sowie einem siebenblättrigen Fenestron-Heckrotor ausgestattet. Der Hauptrotor ist in der Draufsicht rechtsdrehend.
Angetrieben wird die G2 von einem 107 kW (145 PS) starken Lycoming O-360-J2A Vierzylinder-Boxermotor. Der Motor ist dem der Robinson R22 gleich, hat aber ein zusätzliches Plasma II+ Zündsystem der US-amerikanischen Firma Light Speed Engineering womit sich die Leistung von 131 PS auf 145 PS erhöht. Dieser treibt über einen Riemen mit einem Untersetzungsverhältnis von i = 0,855 eine Zwischenwelle an, diese wiederum über ein Kegelradgetriebe mit i = 0,234 (11:47) die Hauptrotorwelle. Durch den 170 Liter großen Tank sind Flüge von 930 km oder bis zu fünf Stunden möglich. Besonderer Wert wurde auf die Crashsicherheit und geringe Betriebskosten des Hubschraubers gelegt (zum Beispiel durch lange Standzeiten des Antriebsstranges). Das Cockpit ist mit einem modernen Multifunktionsdisplay ausgestattet. Im Vorbeiflug wird ein Lärmpegel von 75,7 Dezibel erreicht.

## Vorfälle
Die Maschine der motorflug baden-baden gmbh (siehe oben) stürzte am 19. April 2010 bei einem Flug am Flughafen Karlsruhe/Baden-Baden aus ca. drei Metern Höhe ab. Der Pilot und der Passagier des Hubschraubers blieben dabei unverletzt.
Im Frühjahr 2014 kam es zu zwei weiteren Unfällen dieses Hubschraubermusters im Zusammenhang mit unkontrolliertem Drehen um die Hochachse. Im Februar 2024 kam es zu einem Absturz in Leifers/Südtirol bei dem 2 Personen verletzt wurden. Im Dezember 2024 stürzte auf dem Flugplatz Donauwörth-Genderkingen ein Cabri G2 aus dem Schwebeflug in geringer Höhe ab, wobei eine Person leicht verletzt wurde.

## Technische Daten
(Herstellerangaben für die Cabri G2)
| Kenngröße             | Daten (metrisch) bei ISA       |
| --------------------- | ------------------------------ |
| Besatzung             | 2                              |
| Rumpflänge            | 6,31 m                         |
| Breite über Kufen     | 1,6 m                          |
| Höhe                  | 2,5 m                          |
| Hauptrotordurchmesser | 7,2 m                          |
| Heckrotordurchmesser  | 0,6 m                          |
| Leermasse             | 425 kg                         |
| Maximale Startmasse   | 700 kg                         |
| Antrieb               | ein Lycoming O-360-J2A         |
| Treibstoff            | 170 Liter, (100 Oktan)         |
| Startleistung         | 108 kW (145 PS) bei 2650 min−1 |
| HIGE                  | 1500 m (5.000 ft)              |
| Dienstgipfelhöhe      | 4000 m (13.000 ft)             |
| Reisegeschwindigkeit  | 167 km/h                       |
| Höchstgeschwindigkeit | 185 km/h                       |
| Reichweite            | 700 km                         |

## Vergleichbare Hubschraubertypen
- Bell 47 (nicht mehr in Produktion)
- Brantly B-2B
- Enstrom F-28
- Robinson R22
- RotorWay Exec (Bausatzhubschrauber ähnlicher Größe)
- Schweizer 300C